# Twierdza Malbork

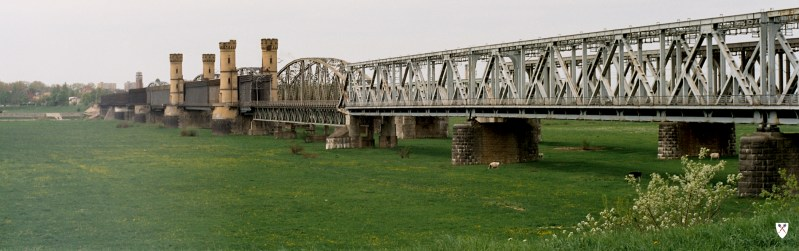
Strategiczne mosty tczewskie na Wiśle (drogowy i kolejowy), które osłaniała od wschodu twierdza Malbork

Twierdza Malbork (niem. Festung Marienburg) – twierdza w rejonie Malborka, usytuowana w łuku Nogatu, około 4 kilometrów od przeprawy przez rzekę. Została wzniesiona przez Prusy w latach 1899–1903 i rozbudowana po wybuchu I wojny światowej.
Strategiczne zadania wojenne twierdzy w Malborku zostały sformułowane w 1904 roku przez sztabowców niemieckich następująco: „Strzec mostów w Malborku i Tczewie, umożliwić wycofującej się armii przekroczenie Nogatu i Wisły, i trzymać dla nacierającej ponownie z linii Wisły armii prawy brzeg Nogatu”.

## Historia
Decyzję o budowie kompleksu fortyfikacji w Malborku, broniących ważnej przeprawy na linii kolejowej Berlin-Królewiec, podjęto 14 stycznia 1898 roku. W latach 1899–1902 projektowaniem i budową nowej twierdzy kierowała Fortyfikacja Gdańsk (urząd pruski odpowiedzialny za budowę umocnień w rejonie Gdańska), w latach 1902–1903 Fortyfikacja Grudziądz. W 1903 roku, w chwili ukończenia budowy zasadniczego trzonu kompleksu obronnego, utworzono odrębną Fortyfikację Malbork.
Główną część pierścienia umocnień tworzyło dziesięć niewielkich fortów; każdy z nich składał się z betonowego schronu dla 80–160 żołnierzy (1–2 plutonów piechoty), otoczonego niskim wałem i fosą z zasiekami z drutu kolczastego (w ówczesnej niemieckiej terminologii wojskowej były to tzw. punkty oporu piechoty, Infanterie-Stützpunkte). Oprócz fortów w skład twierdzy wchodziły baterie artyleryjskie złożone z betonowych schronów i ziemnych stanowisk dla armat kalibru 12 i 15 centymetrów; istniało ponadto sześć przewoźnych wieżyczek dla armat kalibru 5 centymetrów rozmieszczonych parami w kilku miejscach (Fort 4a, Fort 6 oraz punkt oporu „Piaski” przy drodze do Elbląga). Od strony wschodniej stanowiska artyleryjskie były osłaniane przez trzy dzieła piechoty. W trakcie budowy fortyfikacji wykorzystano w celach obronnych naturalne warunki terenowe; twierdzę osłaniał od wschodu pas mokradeł.
Po wybuchu I wojny światowej, w latach 1914–1915, pierścień umocnień twierdzy Malbork został rozbudowany. Powstały wówczas nowe budowle o konstrukcji betonowej: cztery schrony dla piechoty, sześć tradytorów artyleryjskich, cztery schrony amunicyjne i dziewięć schronów dla artylerzystów.
Twierdza Malbork stanowiła północny kraniec tzw. Linii Dolnej Wisły, w której skład wchodziły także twierdza Grudziądz, twierdza Toruń i twierdza Chełmno.